# Dấu chấm hỏi

Dấu chấm hỏi trong tiếng Tây Ban Nha

Dấu chấm hỏi (?), còn gọi là dấu hỏi chấm, dấu hỏi, là một trong các dấu kết thúc câu dùng để kết thúc một câu hỏi. Tuy là một ký tự Latin nhưng dấu này được sử dụng trong hầu hết các bộ chữ viết, nhiều chữ viết tượng hình cũng được mượn dấu này.
Trong các tài liệu, đôi khi dấu "?" được đặt trong ngoặc đơn (?), hoặc ngoặc vuông [?] để chỉ một lời giải thích.
Trong tiếng Tây Ban Nha, câu hỏi có một dấu hỏi ngược ở đầu câu '¿' và kết thúc với một dấu hỏi thường '?'.

## Lịch sử
Các nhà nghiên cứu Trung Đại sử dụng từ "quaestio" ở cuối câu để chỉ đây là câu hỏi, về sau do sự phát triển của ngôn ngữ nên viết tắt lại là "qo". Tốc độ phát triển nhanh do nhu cầu thiết yếu nên "qo" được biến đổi tiếp thành chữ "q" viết bên trên chữ "o", trải qua vài cuộc sửa đổi để trở thành dấu chấm hỏi hiện tại chính thức được mọi người công nhận như hiện nay.